# Andri Protsenko
Andri Olexiyovych Protsenko (en ucraniano: Андрій Олексійович Проценко, Jersón, URSS, 20 de mayo de 1988) es un deportista ucraniano que compite en atletismo, especialista la prueba de salto de altura.
Ganó una medalla de bronce en el Campeonato Mundial de Atletismo de 2022, una medalla de plata en el Campeonato Mundial de Atletismo en Pista Cubierta de 2014, dos medallas en el Campeonato Europeo de Atletismo, en los años 2014 y 2022, y dos medallas de plata en el Campeonato Europeo de Atletismo en Pista Cubierta, en los años 21019 y 2023.
Participó en tres Juegos Olímpicos de Verano, entre los años 2012 y 2020, ocupando el octavo lugar en Londres 2012 y el cuarto en Río de Janeiro 2016, en su especialidad.

## Palmarés internacional
| Campeonato Mundial                   | Campeonato Mundial      | Campeonato Mundial | Campeonato Mundial |
| Año                                  | Lugar                   | Medalla            | Prueba             |
| ------------------------------------ | ----------------------- | ------------------ | ------------------ |
| 2022                                 | Eugene (Estados Unidos) | Medalla de bronce  | Salto de altura    |
| Campeonato Mundial en Pista Cubierta |                         |                    |                    |
| Año                                  | Lugar                   | Medalla            | Prueba             |
| 2014                                 | Sopot (Polonia)         | Medalla de plata   | Salto de altura    |
| Campeonato Europeo                   |                         |                    |                    |
| Año                                  | Lugar                   | Medalla            | Prueba             |
| 2014                                 | Zúrich (Suiza)          | Medalla de plata   | Salto de altura    |
| 2022                                 | Múnich (Alemania)       | Medalla de bronce  | Salto de altura    |
| Campeonato Europeo en Pista Cubierta |                         |                    |                    |
| Año                                  | Lugar                   | Medalla            | Prueba             |
| 2019                                 | Glasgow (Reino Unido)   | Medalla de plata   | Salto de altura    |
| 2023                                 | Estambul (Turquía)      | Medalla de plata   | Salto de altura    |